# Zépiqueno Redmond
Zépiqueno Redmond (Rotterdam, 22 giugno 2006) è un calciatore olandese, attaccante dell'Aston Villa.

## Biografia
Nato nei Paesi Bassi da genitori di origine surinamese, deve il suo nome al protagonista del film Cidade de Deus, Zé Pequeno.

## Caratteristiche tecniche
È un centravanti.

## Carriera

### Club
È cresciuto nel settore giovanile del Feyenoord, con cui ha firmato il primo contratto professionistico il 16 giugno 2022. Ha debuttato in prima squadra il 10 novembre 2024 nell'incontro di Eredivisie vinto 4-1 contro l'Almere City.
Il 17 dicembre ha segnato i suoi primi gol realizzando una doppietta nell'incontro di KNVB beker vinto 2-1 contro l'MVV ed il 18 febbraio 2025 è stato schierato titolare nel ritorno degli spareggi di Champions League contro il Milan. Successivamente è sceso in campo anche nella gara di ritorno degli ottavi di finale persa 2-1 contro l'Inter.
Il 1° luglio 2025 si unisce a titolo gratuito agli inglesi dell'Aston Villa, con il quale firma un contratto valido fino al 2029.

### Nazionale
Ha giocato nelle nazionali giovanili olandesi Under-16, Under-17, Under-18 ed Under-19.

## Statistiche

### Presenze e reti nei club
Statistiche aggiornate al 16 marzo 2025.
| Stagione        | Squadra         | Campionato      | Campionato | Campionato | Coppe nazionali | Coppe nazionali | Coppe nazionali | Coppe continentali | Coppe continentali | Coppe continentali | Altre coppe | Altre coppe | Altre coppe | Totale | Totale |
| Stagione        | Squadra         | Comp            | Pres       | Reti       | Comp            | Pres            | Reti            | Comp               | Pres               | Reti               | Comp        | Pres        | Reti        | Pres   | Reti   |
| --------------- | --------------- | --------------- | ---------- | ---------- | --------------- | --------------- | --------------- | ------------------ | ------------------ | ------------------ | ----------- | ----------- | ----------- | ------ | ------ |
| 2024-2025       | Feyenoord       | ED              | 3          | 0          | CO              | 3               | 2               | UCL                | 2                  | 0                  |             | -           | -           | 8      | 2      |
| Totale carriera | Totale carriera | Totale carriera | 3          | 0          |                 | 3               | 2               |                    | 2                  | 0                  |             | -           | -           | 8      | 2      |